# Sverige i olympiska vinterspelen 1988
Sverige i olympiska vinterspelen 1988.

## Ishockey
- Mikael Andersson - Peter Andersson - Jonas Bergqvist - Bo Berglund - Anders Bergman - Thom Eklund - Anders Eldebrink - Peter Eriksson - Thomas Eriksson - Michael Hjälm - Lars Ivarsson - Mikael Johansson - Lars Karlsson - Mats Kihlström - Peter Lindmark - Lars Molin - Lars-Gunnar Pettersson - Thomas Rundqvist - Tommy Samuelsson - Ulf Sandström - Håkan Södergren - Peter Åslin - Jens Öhling, brons

## Skidor
- 50 km, herrar
  - Gunde Svan, guld

- 4x10 km, herrar
  - Torgny Mogren /Jan Ottosson /Gunde Svan / Thomas Wassberg, guld

- Super-G, herrar
  - Lars-Börje Eriksson, brons

## Skridskolöpning
- 5000 meter, herrar
  - Tomas Gustafson, guld

- 10000 meter, herrar
  - Tomas Gustafson, guld